# Ratsat
Ratsat,  hoặc DemoSat,  là một vệ tinh nặng 165 kg (363 pound) không có chức năng, được sử dụng để mô phỏng khối lượng trên lần phóng thứ tư của tên lửa Falcon 1, ra mắt ngày 28 tháng 09 năm 2008.
Vụ phóng Falcon 1 đưa Ratsat lên quỹ đạo là vụ phóng lên quỹ đạo thành công đầu tiên của một tên lửa đẩy chất lỏng do tư nhân tài trợ và phát triển, điều mà trước đó chỉ có sáu quốc gia thực hiện thành công.
Được định danh là Falcon 1 Flight 4, thực hiện bởi SpaceX, và cũng đánh dấu lần đầu tiên tên lửa Falcon 1 đạt được quỹ đạo thành công, sau ba lần thất bại liên tiếp trong ba lần phóng trước đó.
Ratsat  vẫn được gắn vào tầng thứ hai của tên lửa khi lên đến quỹ đạo thấp của Trái đất. Nó là một buồng hợp kim nhôm trong hình lăng trụ lục giác có chiều dài 1,5 m (5 ft).
Tên của thiết bị được tạo thành bằng cách kết hợp các chữ cái đầu tiên của họ của Jeff Richichi, Ray Amador và Chris Thompson, những người thuộc nhóm cấu trúc SpaceX, chịu trách nhiệm về tải trọng của tên lửa.

## Chuẩn bị
Lần phóng thứ tư của tên lửa Falcon 1 được công bố vào tháng 8 năm 2008, ngay sau lần phóng thứ ba không thành công, dự định sẽ phóng vào tháng 9. Tên lửa được sử dụng để thực hiện lần phóng này ban đầu được chế tạo để phóng vệ tinh RazakSAT, nhưng không được đưa vào lịch trình phóng vì Astronautic Technology Sdn Bhd (ATSB) yêu cầu phải thực hiện một lần phóng thử thành công trước khi phóng RazakSAT lên quỹ đạo.
Lịch trình còn lại rất ít thời gian để sửa đổi và thử nghiệm. Tên lửa đã được chuyển đến các cơ sở thử nghiệm của công ty ở Texas, nơi sau chưa đầy 24 giờ, nó đã được chứng nhận để phóng. SpaceX đã thuê một máy bay Boeing C-17 của Không quân Hoa Kỳ vào ngày 3–4 tháng 9 để vận chuyển cả hai phần của tên lửa, vận chuyển qua 9.700 km (6.000 mi) đến cơ sở phóng tại Kwajalein Atoll. Tên lửa Falcon 1 đã được phóng thử thành công vào ngày 20 tháng 9. Để chuẩn bị cho lần phóng tiếp theo vào ngày 23 tháng 9, các phi hành đoàn mặt đất đã thay thế một phần đường ống cung cấp oxy lỏng cho động cơ Kestrel giai đoạn hai, lùi thời điểm phóng đến ngày 28 tháng 9. 

## Ra mắt
Vụ phóng xảy ra tại đảo Omelek, một phần của đảo san hô Kwajalein thuộc quần đảo Marshall.  Tên lửa phóng lúc 23:15 UTC vào ngày 28 tháng 9, 15 phút sau thời gian ra mắt kéo dài 5 giờ. Nếu quá trình phóng được hoàn thiện, vệ tinh có thể được triển khai vào ngày 1 tháng 10.  9 phút 31 giây sau khi phóng, động cơ giai đoạn hai ngừng hoạt động, sau khi phương tiện lên đến quỹ đạo. Quỹ đạo ban đầu được báo cáo là khoảng 330 x 650 kilômét (210 mi × 400 mi). Sau một chu kỳ bay, giai đoạn hai được kích hoạt lại và đốt cháy thành công, dẫn đến quỹ đạo cuối cùng dài 621 nhân 643 kilômét (386 mi × 400 mi) ở độ nghiêng 9,35 °.
Đây là lần đầu tiên tên lửa Falcon 1 phóng thành công và là lần phóng thành công đầu tiên của một tên lửa đẩy chất lỏng do tư nhân tài trợ và phát triển lên quỹ đạo.
Tên lửa đã bay theo quỹ đạo tương tự như lần phóng thứ tư, đã thất bại trong việc đưa các vệ tinh Trailblazer, NanoSail-D, PRESat và Celestis Explorers lên quỹ đạo. Không có thay đổi lớn nào được thực hiện, ngoài việc tăng thời gian giữa giai đoạn cháy hết đầu tiên và giai đoạn tách thứ hai. Thay đổi nhỏ này đã giải quyết được sự cố trong lần phóng trước, gây phản ứng giữa giai đoạn đầu và giai đoạn thứ hai, bằng cách tiêu tán lực đẩy còn lại trong động cơ giai đoạn đầu trước khi tách.
Mặc dù SpaceX đang nghiên cứu các khả năng tái chế giai đoạn đầu của tên lửa Falcon 1, lần phóng này vẫn chưa được họ áp dụng. Tái chế giai đoạn đầu không phải là mục tiêu chính của các lần phóng đầu tiên. SpaceX đã sử dụng quy trình phát triển gia tăng để lặp lại các vấn đề thiết kế của tên lửa, nhằm mục đích tái chế giai đoạn đầu. Giám đốc điều hành Elon Musk tuyên bố rằng xác suất hạ cánh giai đoạn đầu thành công sẽ tăng lên với mỗi lần phóng tiếp theo, tuy nhiên Falcon 1 sau đó đã ngừng hoạt động sau lần phóng thứ năm, và chưa từng hạ cánh thành công. Giai đoạn đầu tiên của tên lửa kế nhiệm, Falcon 9, đã có thể tái sử dụng.